# Bielawa i Bory Bażynowe
Bielawa i Bory Bażynowe este o arie protejată (sit de importanță comunitară — SCI) din Polonia întinsă pe o suprafață de 1.341,51 ha, integral pe uscat.

## Localizare
Centrul sitului Bielawa i Bory Bażynowe este situat la coordonatele 54°48′04″N 18°15′09″E / 54.8012°N 18.2525°E.

## Înființare
Situl Bielawa i Bory Bażynowe a fost declarat sit de importanță comunitară în octombrie 2009 pentru a proteja 2 specii de animale.

## Biodiversitate
Situată în ecoregiunea continentală, aria protejată conține 13 habitate naturale: Dune împădurite din regiunile atlantică, continentală și boreală, Ape stătătoare oligotrofe până la mezotrofe, cu vegetație de Littorelletea uniflorae și/sau de Isoëto-Nanojuncetea, Lacuri și iazuri distrofice naturale, Pajiști umede nord-atlantice cu Erica tetralix, Pajiști uscate europene, Pajiști cu Molinia pe soluri calcaroase, turboase sau argilos-nămoloase (Molinion caeruleae), Mlaștini oligotrofe degradate, capabile încă de regenerare naturală, Mlaștini turboase de tranziție și turbării mișcătoare, Depresiuni pe substraturi de turbă de Rhynchosporion, Păduri de stejar sau de stejar și carpen sub-atlantice și medio-europene de Carpinion betuli, Păduri acidofile de stejar bătrân cu Quercus robur pe câmpii nisipoase, Mlaștini împădurite, Păduri aluvionare cu Alnus glutinosa și Fraxinus excelsior (Alno-Padion, Alnion incanae, Salicion albae).
La baza desemnării sitului se află mai multe specii protejate:
- amfibieni (1): triton cu creastă (Triturus cristatus)
- nevertebrate (1): libelule (Leucorrhinia pectoralis)